# Папская митра
Папская митра (лат. Mitra papalis) — вид морских брюхоногих моллюсков из семейства митр.
Длина раковины составляет от 12 до 16 см. Раковина удлинённая, с высоким завитком. Поверхность раковины гладкая. Цвет белый со спиральными рядами крупных красных пятен.
Вид распространён в Индо-Тихоокеанской области. Живёт на глубине от 1 до 40 м.
Как и все митры, является хищником, питается мелкими брюхоногими и двустворчатыми моллюсками.